# Silje Norendal
Silje Norendal (født 1. september 1993 i Kongsberg, Buskerud) er en tidligere snowboarder fra Norge, der repræsenterede Kongsberg IF. Hun konkurrerede i halfpipe, slopestyle og snowboard cross. Hun deltog ved Vinter-OL i Sochi 2014 for Norge.

## Resultater
Ved Vinter X-Games Europa 2010 i Tignes, kom Norendal på en femte plads i slopestyle. Året efter, ved Vinter X-Games Europa 2011, tog hun sølv i samme disciplin, efter Jamie Anderson, der tog guld. Hun var blot 17 år på daværende tidspunkt.
I 2013 vandt hun slopestyle ved Vinter X-Games Europa, og året efter, i 2014, vandt hun den samme disciplin ved X Games Aspen 2014.

## Priser
- 2011 – Årets kvindelige snowboardkører (Snowboard Awards, Norge)[5]
- 2007 – Rookie of the year (Snowboard Awards, Norge)